# Hongqi L5
Hongqi L5 (кит. 红旗L5) — ретро-стилізований китайський представницький автомобіль, натхненний дизайном моделі Hongqi CA770, що перестала випускатися. L5 відомий в даний час як найдорожчий китайський автомобіль з колись випущених і доступних для покупки вартістю п'ять мільйонів юанів. Седан був представлений у 2013 році на Шанхайському автосалоні та є офіційним державним автомобілем Китаю, оскільки він використовується Генеральним секретарем Комуністичної партії Сі Цзіньпіном. Седан зараз доступний тільки в Китаї.

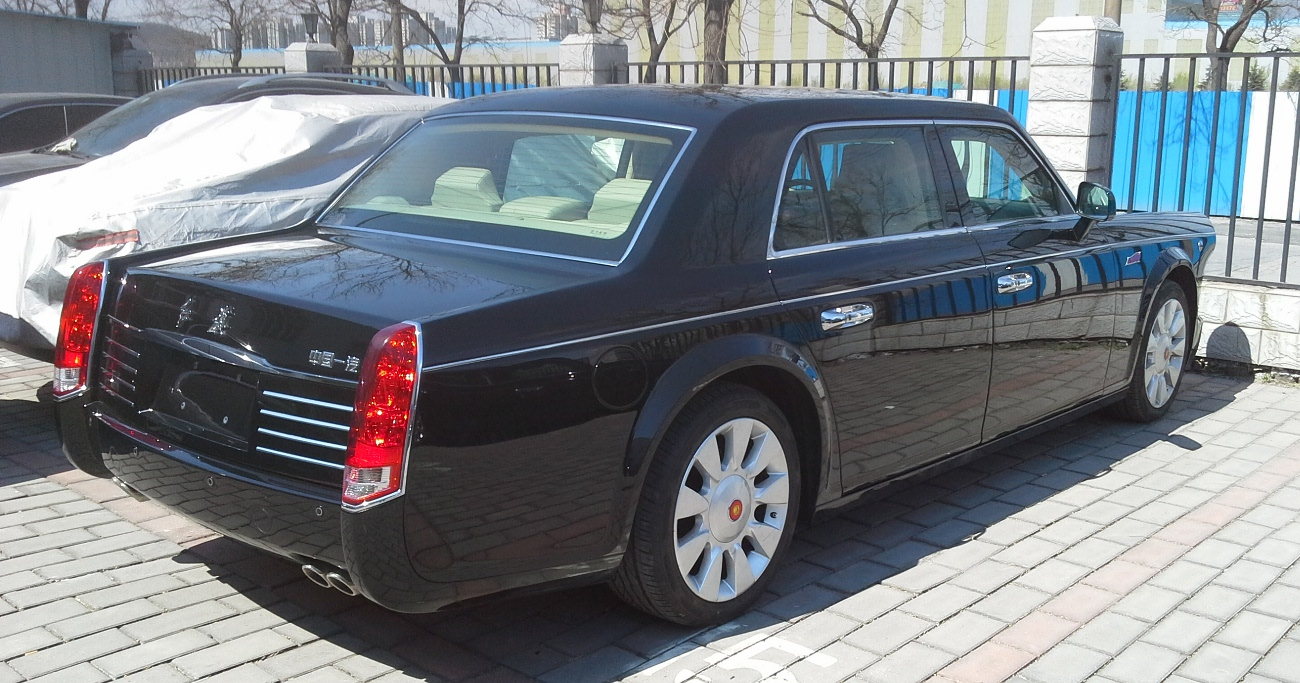
Hongqi L5

## Двигуни
- 4.0 L V8 twin-turbo 381 к.с. (CA7400)
- 6.0 L CA12GV60-01 V12 408 к.с. 550 Нм (CA7600)